# Siglo XX (Band)
Siglo XX ist eine belgische Dark-Wave-Band aus Genk, die zwischen 1979 und 1989 existierte und seit 2019 wieder Konzerte gibt.